# Sicherheitssteuerung

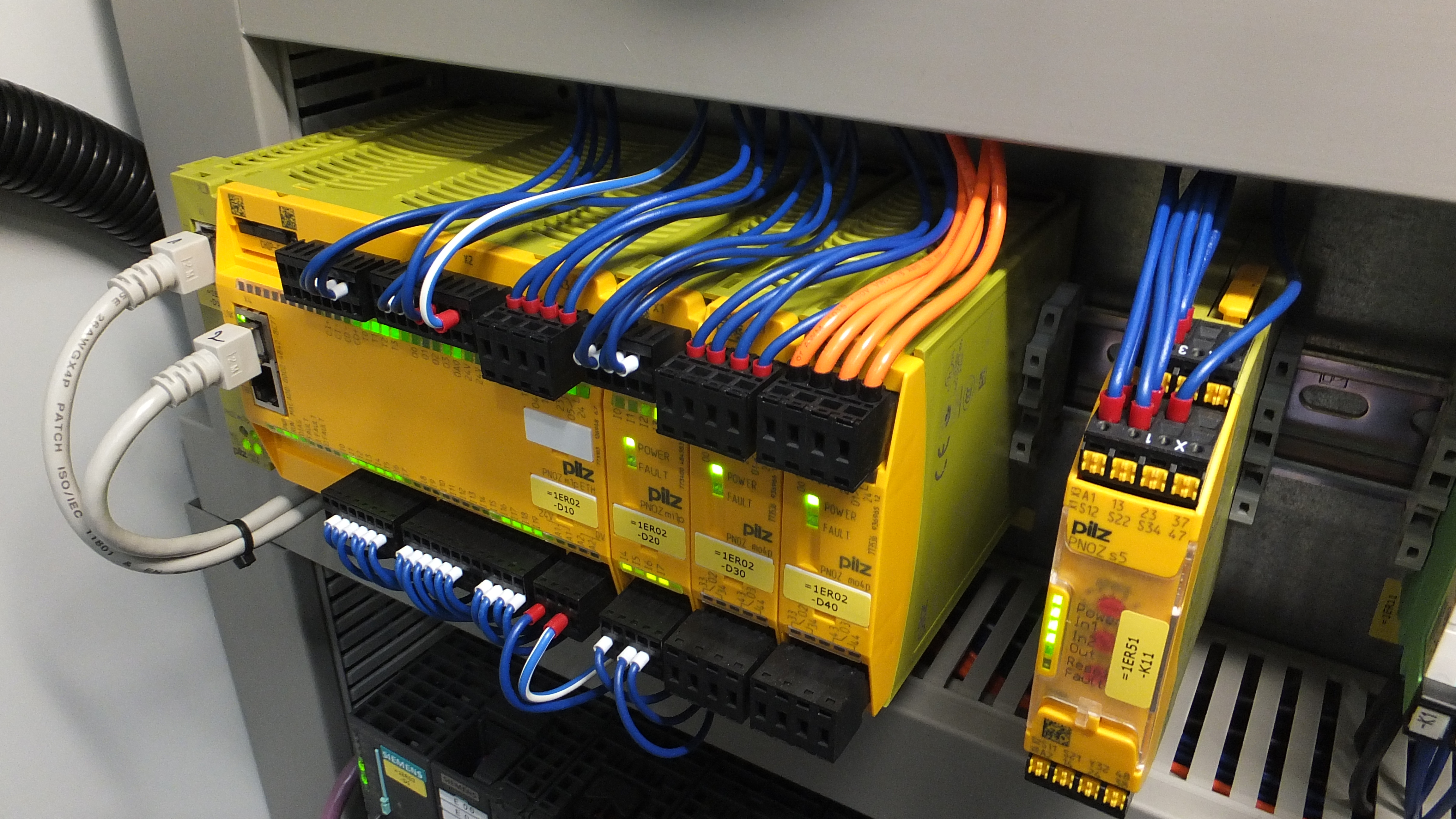
Sicherheitssteuerung in einem Schaltschrank

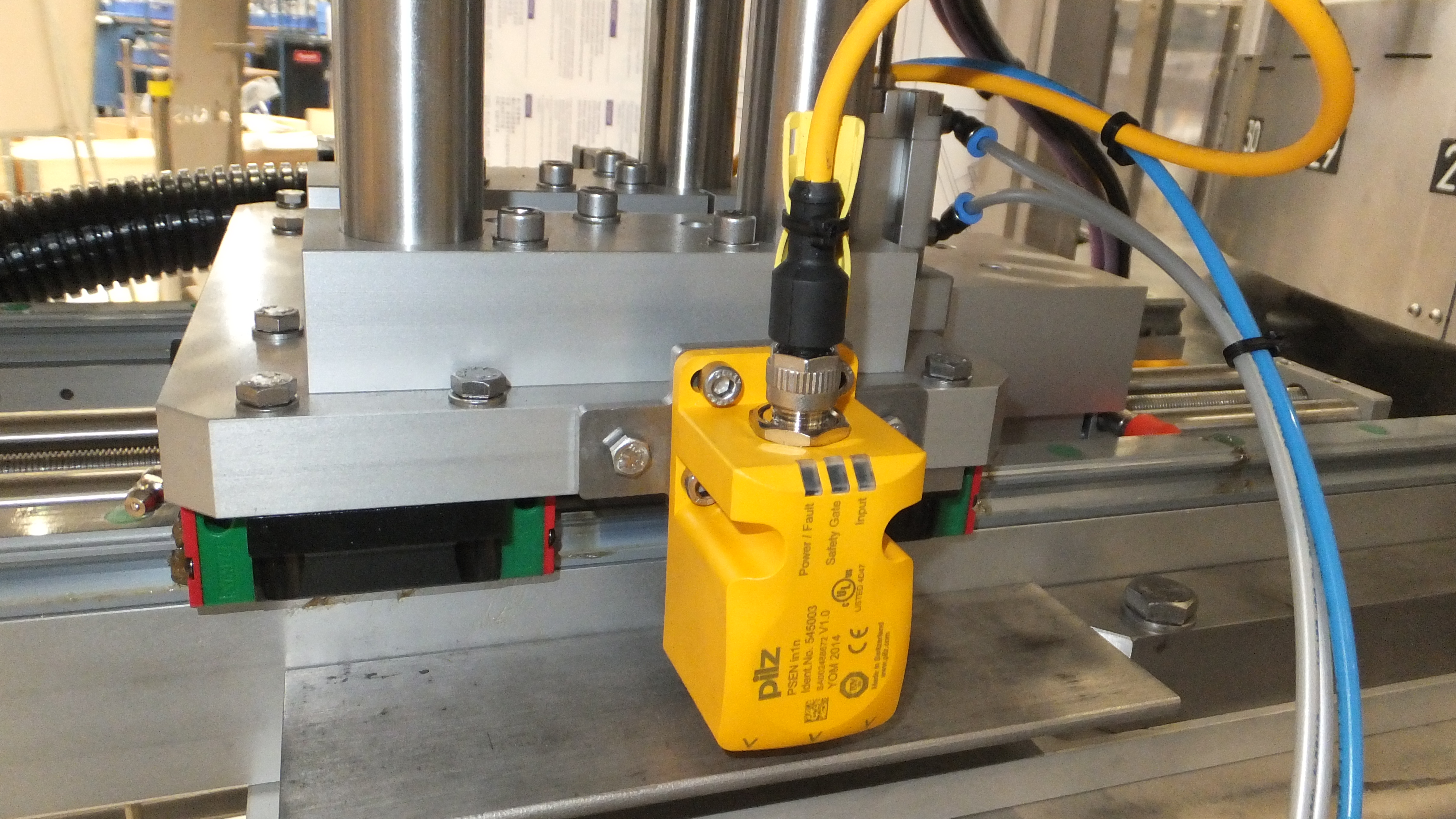
Sensormodul an einer Maschine

Eine Sicherheitssteuerung oder Sicherheits-SPS (SSPS; englisch: safety programmable logic controller, SPLC) ist eine meist speicherprogrammierbare Steuerung mit besonderen Design-Elementen seitens der Eingänge, der Verarbeitung und der Ausgänge, um beim Einsatz in sicherheitskritischen Systemen das geforderte Maß an Sicherheit und Verfügbarkeit gewährleisten zu können.
Ihre Anfänge haben die programmierbaren Sicherheitssteuerungen mit den Sicherheitssteuerungen PSS, einer eingetragenen Marke des Unternehmens Pilz GmbH & Co KG, in den 1990er Jahren (damals noch als Pressensteuerungen konzipiert), in denen sie von der Berufsgenossenschaft zugelassen wurden. Davor wurden Steuerungsaufgaben weitestgehend von elektromechanischen Relais übernommen. Wie diese Relais-Schaltungen sind moderne Sicherheitssteuerungen mehrkanalig aufgebaut, allerdings mit geringerem Platzbedarf bzw. höherer Funktionalität und Flexibilität.

## Produktgeschichte
Sicherheitssteuerungen entstanden aus der Anforderung, sicherheitskritische Komponenten ähnlich wie bei einer speicherprogrammierbaren Steuerung (SPS) per Programmierung verschalten zu können. Am Anfang standen zentrale, später folgten dezentrale Systeme in Verbindung mit sicheren Bussystemen. Die Programmierung folgte zunächst demselben Schema wie bei einer SPS, nur der Befehlssatz wurde auf wenige Sprachen wie IL (Instruction List) oder LD (Ladder Logic/Kontaktplan) reduziert. Diese Maßnahmen dienten der Sicherheit, um durch eine Einschränkung der Programmiermöglichkeiten Fehler bei der Programmerstellung minimieren zu können. Die ersten Systeme legten den Fokus auf die Bearbeitung der Sicherheitsfunktionen. Obwohl von Anfang an eine Programmierung der Sicherheitssteuerung für Standard-Automatisierung möglich war, wurde diese nur sehr eingeschränkt in der Praxis angewendet. Heute sind Sicherheitssteuerungen verbreitet, die der Norm IEC 61131-3 entsprechen und daher mit Programmiersprachen wie FBD (Function Block Diagram) programmiert werden können. Dies ist oft flexibler und intuitiver als IL oder LD. Bei der Nutzung von FBD wird das Sicherheitsprogramm erstellt, indem aus einer gegebenen Bibliothek zertifizierter Funktionsblöcke Instanzen frei platziert und „verdrahtet“ werden.

## Funktion und Aufbau
Sicherheitssteuerungen unterscheiden sich in ihrer Funktion nur unwesentlich von Steuerungen für die Standard-Automatisierung. Im Kern besteht eine Sicherheitssteuerung quasi aus zwei speicherprogrammierbaren Steuerungen, die ein Anwendungsprogramm parallel abarbeiten, dasselbe Prozessabbild der Ein-/Ausgänge nutzen und sich ständig abgleichen. Aufgrund der Redundanz des Systems kann auch dann die Sicherheit des überwachten Prozesses sichergestellt werden, wenn eine Komponente ausfällt oder fehlerhaft funktioniert. Wird eine Abweichung zwischen beiden Steuerungen oder redundanten Eingangssignalen erkannt, kann der Prozess in einen sicheren Zustand überführt und das System von einem zugelassenen Ingenieur überprüft werden.
Quervergleiche, Tests der Ein-/Ausgangsebene, Ermittlung eines gemeinsamen gültigen Ergebnisses usw. sind vielschichtige, komplexe Vorgänge, die solche Systeme intern aufwändig umsetzen. Bis auf spezifische Besonderheiten wie z. B. die Nutzung von Taktsignalen zur Querschlusserkennung verhalten sich moderne Systeme wie andere speicherprogrammierbare Steuerungen auch.
Die Steuerungsfunktionen werden als Programm gespeichert. Programmiert werden die Steuerungen mittels der zugehörigen Software.
Typischer Aufbau eines sicheren Steuerungssystems:
- zwei getrennte Kanäle
- diversitärer Aufbau mit unterschiedlicher Hardware
- ständiger Test der Ein- und Ausgänge
- ständiger Vergleich der Anwenderdaten
- Spannungs-, Strom- und Zeitüberwachungen
- sichere Abschaltung im Fehler-/Gefahrenfall[4]

## Verwendung
Die Steuerungen werden zur Automatisierung von Einzelmaschinen, aber auch räumlich ausgedehnten Anlagen eingesetzt, Beispiele:
- Sicherung des Gefahrenbereichs von Werkzeugmaschinen
- Prozessabsicherung in der chemischen Industrie
- Streckenausrüstung im Schienenverkehr